# Арта (регион)
Арта (правопис по Американската система BGN Arta) е регион в Джибути. Населетието му, по изчисления от юли 2017 г., е 72 200 души. Разположен е в централната част на страната. Има излаз на Индийския океан, или по-точно на Таджурския залив. Има малка граница със Сомалиленд. Столицата на региона е град Арта, разположен на брега на океана, с население около 6000 души.